# Kazimierz Cupisz
Kazimierz Józef Cupisz (ur. 4 października 1943 w Klimontowie) – polski polityk, poseł na Sejm PRL VIII i IX kadencji.

## Życiorys
Ukończył Technikum Budowy Okrętów w Gdyni. Pracował jako starszy mistrz w Stoczni im. Komuny Paryskiej w Gdyni. Był związany z klubem sportowym Bałtyk Gdynia. Prowadzi autoryzowany serwis techniki elektrogrzewczej Elterm w Gdyni.
W 1980 uzyskał mandat posła na Sejm PRL VIII kadencji w okręgu Gdynia z listy Polskiej Zjednoczonej Partii Robotniczej. W Sejmie VIII kadencji zasiadał w następujących komisjach: Gospodarki Morskiej i Żeglugi; Przemysłu Ciężkiego, Maszynowego i Hutnictwa; Nadzwyczajnej do kontroli Realizacji Porozumień z Gdańska, Szczecina i Jastrzębia; Przemysłu; Współpracy Gospodarczej z Zagranicą i Gospodarki Morskiej.
W 1985 z okręgu gdyńskiego ponownie uzyskał mandat poselski. Zasiadał w Komisji Ochrony Środowiska i Zasobów Naturalnych; Komisji Przemysłu, Komisji Nadzwyczajnej do rozpatrzenia projektu ustawy o zmianach w organizacji naczelnych i centralnych organów administracji państwowej oraz w Komisji Nadzwyczajnej do rozpatrzenia poselskiego projektu ustawy o konsultacjach społecznych i referendum.
Odznaczony Orderem Odrodzenia Polski, Srebrnym i Złotym Krzyżem Zasługi, Medalem 40-lecia Polski Ludowej oraz odznaką honorową „Zasłużony Pracownik Morza”.